# 21-cm-Kanone 12 (E)

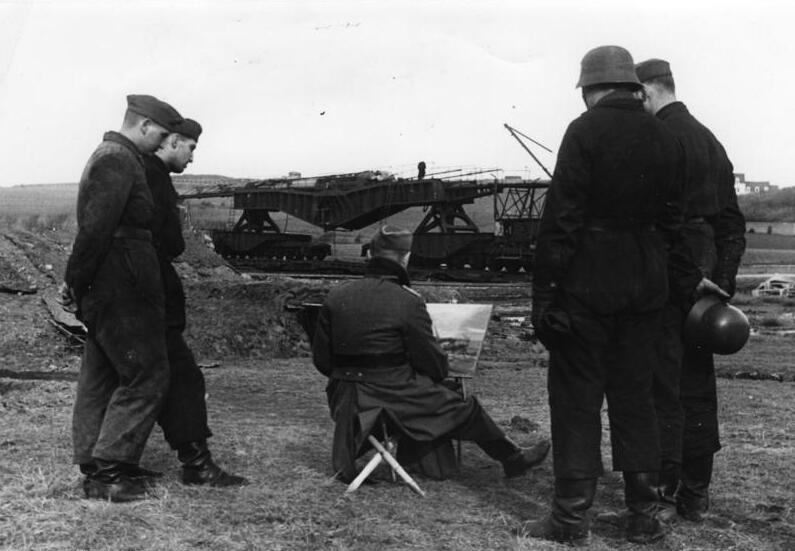
Deutscher Kriegsmaler in Frankreich vor einer K 12 (1941)

Die 21-cm-Kanone 12 (E) (kurz: K 12) war ein deutsches Eisenbahngeschütz der Wehrmacht im Zweiten Weltkrieg.

## Geschichte
Das deutsche Oberkommando der Wehrmacht (OKW) war in den 1930er-Jahren der Ansicht, ein dem Paris-Geschütz des Ersten Weltkriegs entsprechendes Fernkampfgeschütz zu benötigen. Das Ergebnis der Konstruktionsarbeiten war die K 12.
1940 schlug ein Geschoss, vom besetzten Frankreich aus abgefeuert, im 88,5 km entfernten Rainham Marshes (Kent) ein. Der eigentliche Kampfwert der Kanone darf allerdings bezweifelt werden. Die enorme Größe des Geschützes machte es für Fliegerangriffe extrem verwundbar. Außerdem musste zum Seitenrichten des Geschützes die komplette Lafette gedreht werden, was zur Folge hatte, dass ganze Gleissysteme errichtet werden mussten, die über eine Kurve (Schießkurve) oder eine Drehscheibe verfügten.
Insgesamt wurden während des gesamten Zweiten Weltkriegs von der Eisenbahn-Artilleriebatterie 701 nur 83 Schuss abgegeben.

## Konstruktion
Die Kanone war mittig auf einer Eisenbahnlafette gelagert, die über zwanzig Achsen verfügte. Die Masse der Waffe allein betrug 99.708 kg, das Rohr bestand aus dem Seelenrohr und einem zweiteiligen Mantelrohr. Wegen der Länge musste das Rohr wie auch bei den Parisgeschützen durch Abspannungen stabilisiert werden. Theoretisch betrug die Lebensdauer eines Rohres 90 Schuss.
Das Rohr und die Lafette besaßen hydraulische Rücklaufbremsen und hydropneumatische Vorholer. Das Rohr lief maximal 750 mm zurück, die Lafette bis 980 mm. Die Lafette wurde hydraulisch hochgepumpt, um dem Rohr eine größere Erhöhung zu ermöglichen. Der gezogene Teil des Rohres war 27,724 m lang und sorgte zusammen mit dem speziellen Geschoss für die Reichweite von 45 bis 115 km.
Die Herstellung eines jeden Geschützes mit Lafette kostete 1,5 Millionen RM.